# Іоан VII Єрусалимський
Іоан VII Єрусалимський (? – Єрусалим, 966) - Патріарх Єрусалимський з 964 по 966 роки. 
Іоан VII був обраний патріархом після смерті попередника, Агафона. Літопис бенедиктинців дає дещо відмінні данні. Згідно з ним патріарх носив ім'я «Іоан VI», був наступником Христодула I  та помер 969 року. Це обумовлено тим, що даний літопис не враховує попереднього Іоана VI та Агафона.
Життя Іоана закінчилося в Єрусалимі внаслідок смерті від рук натовпу.

## Мученицька смерть
Існує 2 версії подій, які різняться деталями.
Згідно з першою, вбивство стало результатом конфлікту Патріарха з Єрусалимським намісником Мухаммедом Ісмаель ібн Санаджі. Мухаммед вимагав дарів від Патріарха за всякої зручної нагоди, що створювало значний фінансовий тягар для патріархату. Оскільки Іоан кілька разів скаржився на це Ель-Хасану, наміснику Рамли, що була на той час столицею всього краю, то Мухаммед, прагнучи помститися, підбурив проти нього натовп. Ці люди підпалили храм Гробу Господнього, спричинивши обвал його покрівлі. Потім натовп пішов до так званої церкви Таємної Вечері з метою підпалити й її. Наступного дня дізнавшись що Іоан ховається в оливній посудині в храмі Гробу Господнього, вони знайшли його і вбили. Потім винесли тіло на подвір'я храму і спалили.
Інша версія його мученицької смерті стверджує, що він був спалений живцем, тому що візантійський імператор Никифор II Фока (963-969 р.р.) відвоював провінції Кілікію та Сирію, а мусульмани міста хотіли помститися за це християнам . Тим більше що вони вважали, що Іоан підбурював Імператора взяти під контроль і Палестину.

## Зовнішні посилання
- The History of the Church of Jerusalem from Its Beginnings untile the Eleventh Century (inglese) . More Who is Who.
- Apostolic succession (англ.). Jerusalem Patriarchate official website.